# Варпуни
Варпуни (пол. Warpuny, нім. Warpuhnen) — село в Польщі, у гміні Сорквіти Мронґовського повіту Вармінсько-Мазурського воєводства.
Населення — 480 осіб (2011).
У 1975-1998 роках село належало до Ольштинського воєводства.

## Демографія
Демографічна структура станом на 31 березня 2011 року:
|          | Загалом | Допрацездатний вік | Працездатний вік | Постпрацездатний вік |
| -------- | ------- | ------------------ | ---------------- | -------------------- |
| Чоловіки | 227     | 70                 | 144              | 13                   |
| Жінки    | 253     | 68                 | 140              | 45                   |
| Разом    | 480     | 138                | 284              | 58                   |